# Helene Lange
Helene Lange, född 9 april 1848 i Oldenburg, död 13 maj 1930 i Berlin, var en tysk kvinnosakskvinna.
Lange tillhörde den borgerliga kvinnorörelsens högerflygel. Hon var ursprungligen verksam som lärare och verkade särskilt för förbättrad utbildning för flickor. Hon grundade 1890, tillsammans med andra, Allgemeiner Deutscher Lehrerinnenverein. Hon utgav 1893–1926 den av henne grundade tidskriften Die Frau, som var högerflygelns språkrör. Hon ansåg att kvinnorörelsen bör verka för att vidareutveckla den kvinnliga särarten. Tillsammans med Gertrud Bäumer utgav hon Handbuch der Frauenbewegung (fem band, 1901–1906). Hon utgav även Lebenserinnerungen (1921) och Kampfzeiten (1928).